# Игра на высоте
«Игра на высоте» (англ. When the Game Stands Tall) — американский художественный фильм, поставленный режиссёром Томасом Картером по одноимённой книге Нила Хейза, основанной на реальных событиях из жизни футбольного тренера Боба Ладусера. Премьера фильма в США состоялась 22 августа 2014 года.

## Сюжет
История футбольного тренера, благодаря которому безызвестная школьная футбольная команда провела победную серию из 151-й игры.

## В ролях
| Актёр            | Роль                     |
| ---------------- | ------------------------ |
| Джеймс Кэвизел   | Боб Ладусер              |
| Александр Людвиг | Крис Райан               |
| Лора Дерн        | Бев Ладусер              |
| Майкл Чиклис     | Терри Эдисон             |
| Клэнси Браун     | Микки Райан , отец Криса |
| Мэттью Даддарио  | Дэнни Ладусер            |
| Анна Маргарет    | Лори                     |

## Производство
Съёмки фильма начались 22 апреля 2013 года в Новом Орлеане.
11 июня кинокомпания Sony Pictures Entertainment организовала на съёмочной площадке специальный день посещений, посвящённый вере и семейным ценностям. В качестве особого гостя был приглашён американский кинокритик, основатель организации Christian Film and Television Commission Тед Бэр, который отметил растущий интерес со стороны Голливуда к семейным фильмам, добавив, что такие картины не только оказывают положительное воздействие на молодое поколение, но и приносят год от года всё большие сборы.